# Кам (река, Тасмания)
Кам (англ. Cam River) — река в северо-западной части Тасмании (Австралия), впадающая в Бассов пролив в районе населённого пункта Сомерсет, западного пригорода Берни. Длина реки составляет около 45 км (по другим данным, 36 км), площадь водосборного бассейна — 288 км² (по другим данным, 249 км² или 240 км²).

## География
Река Кам берёт своё начало в холмистой местности на северо-западе Тасмании, рядом с выполаживанием Сноудон-Плейнс (Snowdon Plains) и деревней Уна, на высоте около 510 м. В верхнем течении отдельные участки реки находятся рядом с автомобильной дорогой  Мерчисон-Хайвей (Murchison Highway). Река течёт преимущественно в северо-восточном направлении, впадая в Бассов пролив у населённого пункта Сомерсет, западного пригорода Берни.
У самого устья реку Кам пересекает автомобильная дорога  Басс-Хайвей (Bass Highway), идущая вдоль северного побережья Тасмании. Песчаный пляж Сомерсета, расположенный вдоль побережья Бассова пролива, начинается от устья реки Кам и простирается на 1,5 км на запад.
Основными притоками реки Кам являются реки Ист-Кам (East Cam River, правый приток), Сент-Мэрис (St. Marys River, правый приток) и Гайд (Guide River, правый приток). Площадь бассейна реки Кам составляет 288 км² (по другим данным, 249 км² или 240 км²). С запада он граничит с бассейном реки Инглис и её притока Флауэрдейл, а с востока — с бассейном реки Эму.

## История
Название Кам было дано реке сотрудниками образованной в 1824 году компании Van Diemen's Land Company в честь одной из двух рек в Англии — или реки Кам в Кембриджшире, или одноимённой реки в Глостершире.